# Kanał Sueski

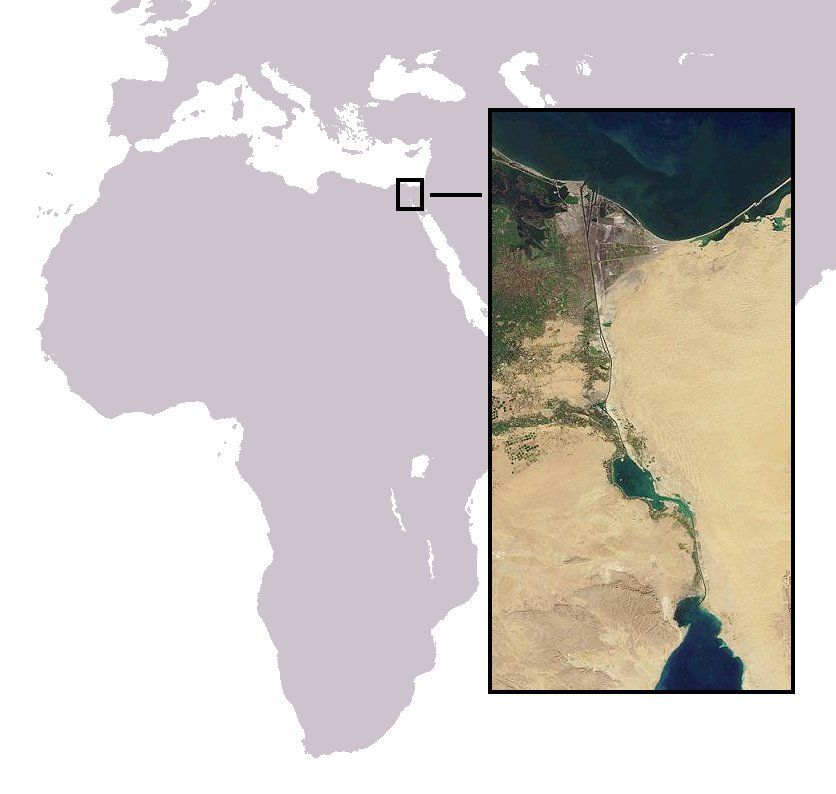
Kanał Sueski

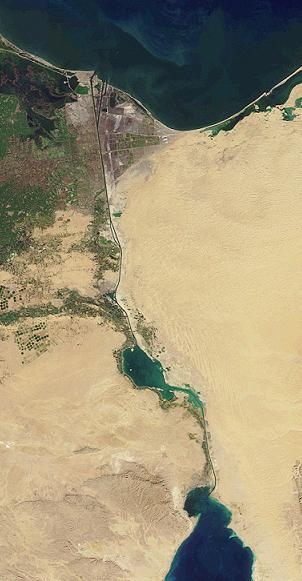
Satelitarne zdjęcie Kanału Sueskiego

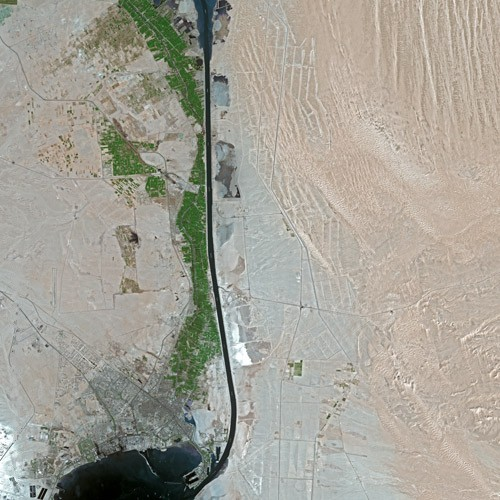
Południowy odcinek kanału

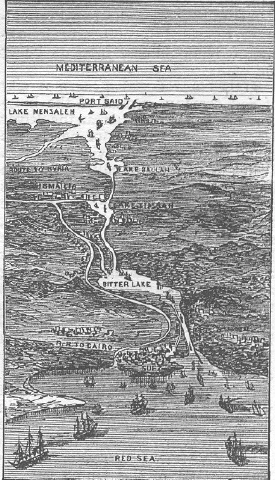
Mapa kanału z 1881

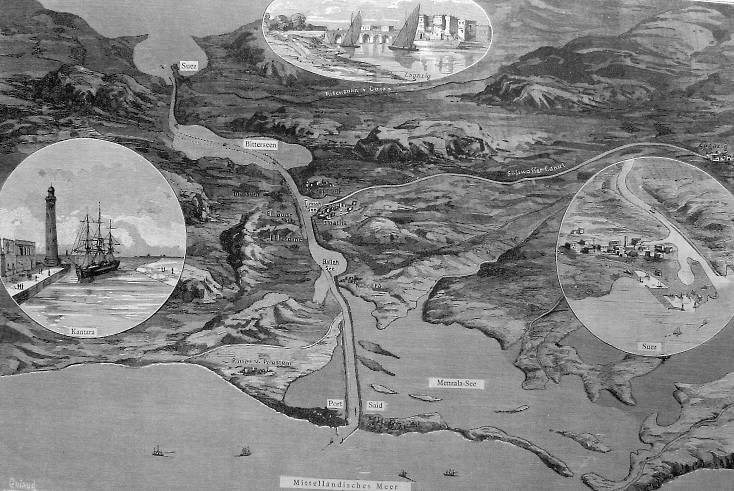
Kanał Sueski, drzeworyt z 1882

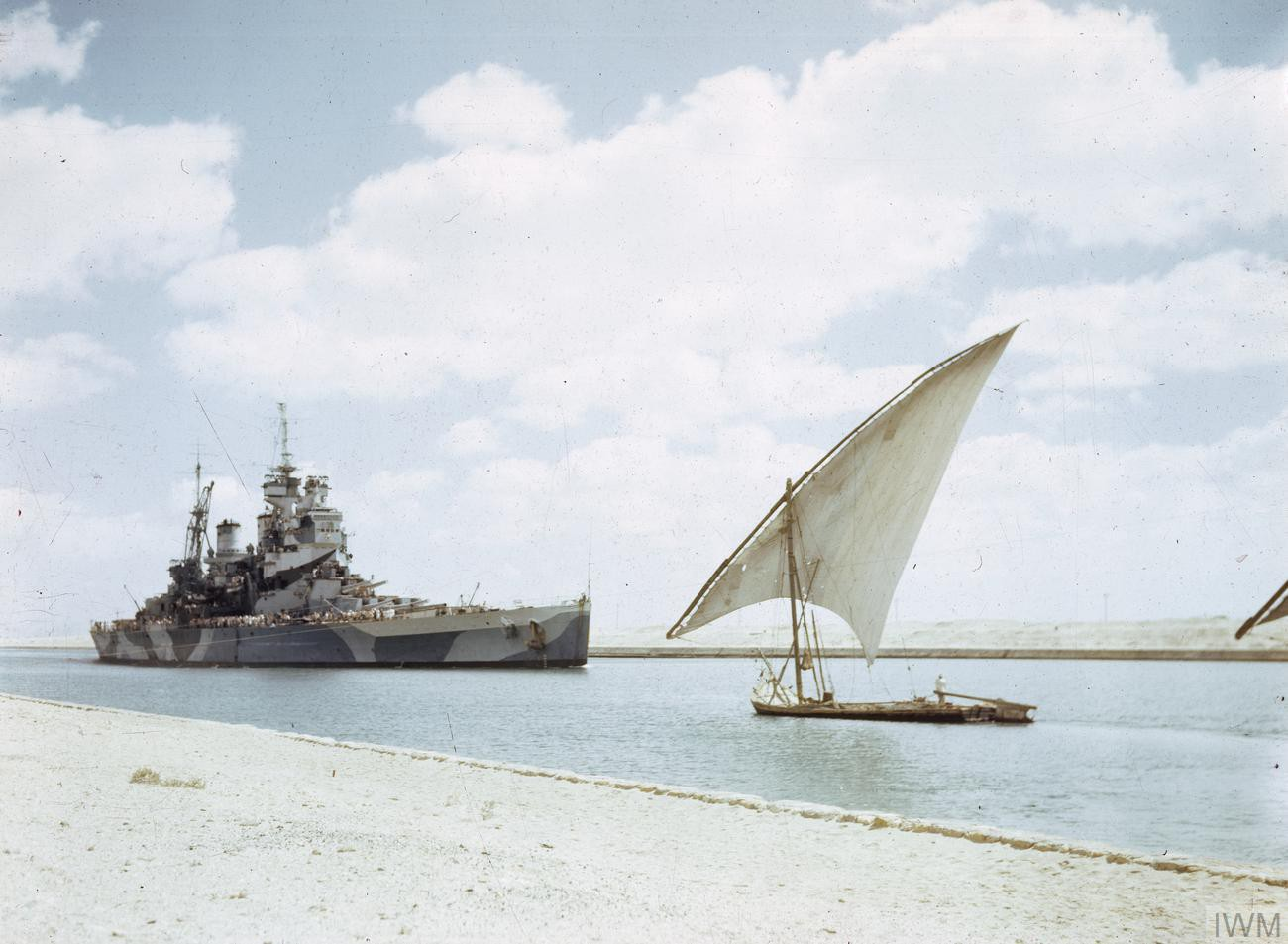
Brytyjski pancernik HMS Howe płynie przez Kanał Sueski na Pacyfik w 1944

Kanał Sueski (arab. ‏قناة السويس‎, Qanāt as-Suways; egip. arab. Qanāt is-Suwēs) – kanał głębokowodny dla statków morskich, w Egipcie, łączący Morze Śródziemne z Morzem Czerwonym, wykopany w latach 1859–1869 na Przesmyku Sueskim. Jedna z najważniejszych dróg wodnych świata. W południowej części trasa kanału przebiega przez Jezioro Krokodyli, Wielkie Jezioro Gorzkie i Małe Jezioro Gorzkie.

## Informacje podstawowe
Całkowita długość kanału w czasie budowy wynosiła 164 km, obecnie wynosi 193 km, szerokość – 160–200 m (po modernizacji – do około 300 m), dopuszczalne zanurzenie statków – 11,6 m (po modernizacji – do 23 m). Średnia przepustowość kanału wynosi 60 statków na dobę. W 2008 roku kanał przepłynęło 21 415 statków. Średni czas przejścia statku przez kanał – 15 h. Co 10 km wybudowano zatoki dla mijających się statków. Dzięki wybudowaniu Kanału Sueskiego skrócono trasę żeglugową z Londynu do Mumbaju o około 7,5 tysiąca kilometrów. Kanał obsługuje 8% światowych transportów ropy. W 2009 roku przez Kanał Sueski przepłynęło ponad 35 tysięcy statków, z czego 10% to tankowce, które przewożą 15% zapotrzebowania na ropę w Europie.
Ruch drogowy między Egiptem leżącym na kontynencie afrykańskim, a półwyspem Synaj, odbywa się przez most nad Kanałem Sueskim lub tunel Ahmeda Hamdiego, ruch kolejowy przez most obrotowy El Ferdan.

## Główne porty
- Port Said – przy północnym wejściu do kanału,
- Al-Kantara,
- Ismailia,
- Suez – przy południowym wejściu.

## Status prawny
Podpisana w Konstantynopolu (obecnie Stambuł) 28 października 1888 konwencja konstantynopolitańska zapewnia wolną żeglugę w czasie wojny (również stronom wojującym) i pokoju wszystkim statkom, w tym okrętom, niezależnie od ich bandery (art. 1). W przypadku wojny, w której państwo kanałowe jest neutralne, prawo do wolnego przejścia zostaje zachowane z uwzględnieniem zasad neutralności wojennej. W sytuacji wojny, podczas której państwo kanałowe jest stroną wojującą, wolne przejście nie dotyczy okrętów i statków handlowych przeciwnika państwa kanałowego oraz statków bandery neutralnej przewożących kontrabandę wojenną.
Za korzystanie z kanału Egipt pobiera opłaty. W 2020 wpływy z tego tytułu wyniosły 5,6 mld dolarów.

## Historia

### Starożytność oraz średniowiecze
Istnieją przekazy, że Senuseret I (Sezostris) zaprojektował bezpośrednie połączenie Nilu z Morzem Czerwonym. Legendę podtrzymują teksty greckie i łacińskie (Strabon, Pliniusz Młodszy), jednakże nie potwierdziło jej żadne świadectwo archeologiczne.
W epoce saickiej, za panowania Necho II (609–594 p.n.e.), faktycznie przekopano pierwszy kanał od peluzyjskiej odnogi Nilu do północnego krańca Jezior Gorzkich.
W 522 roku p.n.e., po podbiciu Egiptu przez Persów, król perski Dariusz I wrócił do tego projektu i zostawił po sobie inskrypcję głoszącą, że ukończył kanał. Według Herodota kanał nie przebiegał najkrótszą trasą między morzami, a statki potrzebowały czterech dni na jego przebycie. Był wystarczająco szeroki, aby mogły nim płynąć obok siebie dwa trójrzędowe statki (triremy). Kanał Dariusza przebiegał prawdopodobnie na wschód od Nilu, a potem łączył się z jednym z jezior leżących na trasie współczesnego kanału.
Kanał, przedłużony do morza za panowania Ptolemeusza II Filadelfosa (285–246), zaniedbany na początku epoki rzymskiej, został na nowo przekopany za panowania Trajana (98–117). Dano mu wówczas nowe ujęcie na Nilu, kilka kilometrów na północ od Kairu. Kanał ten miał podobno odrestaurować Amr Ibn al-As pod nazwą Kanału Przywódcy Wiernych. Jednakże w 767 r. kalif Al-Mansur nakazał zamknąć kanał, by odciąć zbuntowanym miastom Al-Hidżazu zaopatrzenie w zboże.

### Wieki XVIII i XIX
Inżynierowie z ekspedycji egipskiej przygotowali pierwszy projekt bezpośredniego połączenia Peluzjum z Suezem. Bonaparte, otwierając drogę do Suezu, zamierzał zadać Wielkiej Brytanii decydujący cios – niemal taki, jakim dla Genueńczyków i Wenecjan było w 1487 r. odkrycie Przylądka Dobrej Nadziei. Prace niwelacyjne, rozpoczęte w styczniu 1799 r. pod kierunkiem Charles’a Le Pere’a, trwały zaledwie kilka miesięcy. Błąd pomiaru doprowadził Le Pere’a do wniosku, że przy wysokiej wodzie powstaje znaczna różnica poziomów (10 m) między morzami i dlatego kanał powinien mieć śluzy.
Mimo sprzeciwu autorów opracowań teoretycznych tę koncepcję przyjmowano niczym dogmat przez prawie pół wieku. Bronili jej saintsimoniści, którzy przybyli do Kairu w 1833 r. Zdaniem tych rewolucyjnych intelektualistów, Kanał Sueski miał być pierwszym z wielu przekopów transoceanicznych, nieodzownych w rozwoju handlu. Muhammad Ali ograniczył się tylko do zebrania grupy 20 inżynierów i techników, którzy mieli budować zaporę w Delcie. Epidemia dżumy w 1835 r. położyła kres budowie i rozproszyła fachowców, którzy zostawili jednak po sobie następców, m.in. Linanta de Bellefondsa i Ferdynanda de Lessepsa, wówczas konsula Francji w Aleksandrii. Lessepsa przekonała wcześniejsza analiza wykonalności, sporządzona przez owych fachowców. Przejął też od nich pomysł zgromadzenia funduszy potrzebnych do realizacji planów: założenie towarzystwa akcyjnego i uzyskanie pożyczki publicznej.
Utworzenie służb tranzytowych i założenie w 1839 r. Overland Road (tranzyt przez Egipt komunikacji pocztowej między Londynem a Indiami) przywróciły zainteresowanie projektem połączenia Morza Śródziemnego z Czerwonym. W 1846 r. saint-simoniści założyli w Paryżu spółkę badającą warunki przekopania Przesmyku Sueskiego, która zgromadziła przemysłowców i przedsiębiorców angielskich, niemieckich, austriackich i francuskich.
Niwelacje terenu, przeprowadzone w 1847 r. przez Bourdaloue, potwierdziły, że nie ma różnicy poziomów między obydwoma morzami. Linant de Bellefonds przygotował dokumentację techniczną. Jednakże sprzeciw Turcji, nieufność Anglii, choroba Muhammada Alego, opóźniły wprowadzenie projektu w życie. Kedyw Abbas, który w 1849 r. objął rządy po swoim dziadku, był nieprzyjazny wobec Europejczyków, obawiając się wzrostu ich wpływów w Egipcie.
Ferdinand de Lesseps uzyskał w 1854 roku od wicekróla Muhammada Saida Paszy (Egipt był częścią Imperium Osmańskiego) zgodę na rozpoczęcie prac przy kanale, który miał przebiegać najkrótszą trasą na północ od Suezu przez Jezioro Gorzkie do Morza Śródziemnego. Lesseps zdobył poparcie wicekróla i wielu francuskich akcjonariuszy, którzy zainwestowali w Kompanię Kanału Sueskiego. Brytyjczycy, mimo że mogli wiele zyskać na powstaniu krótszej drogi do Indii, nie kupowali akcji. Choć kanał miał skrócić drogę z Londynu do Bombaju o 7343 km, rząd brytyjski starał się projekt udaremnić. Krytykowano go jako „fizycznie niewykonalny i zbyt kosztowny, aby przynieść zyski”.
Od uroczystości rozpoczęcia robót do ich ukończenia 10 lat później, de Lesseps nadzorował budowę. Początkowo korzystał z pracy przymusowej, lecz od 1864 zrezygnowano (pod naciskiem Wielkiej Brytanii) z pracy robotników egipskich. Firmy francuskie dostarczyły kilkadziesiąt potężnych koparek, pogłębiarek i transporterów o napędzie parowym. Wybudowano także kolejkę parową na szynach do transportu urobku.
Warunki poprawiły się wystarczająco, żeby ściągnąć do pracy Europejczyków, głównie z krajów śródziemnomorskich. Byli wśród nich także Polacy, m.in. inżynier hydrotechnik oraz wynalazca Stanisław Janicki, kierownik robót Mieczysław Geniusz i urzędnik Cyprian Kuczewski. Janicki nadzorował prace przy budowie północnego odcinka Kanału, od Port Saidu do Ismailii.
Wodę pitną dla ok. 25 tysięcy robotników dostarczano specjalnie zbudowanym kanałem. U śródziemnomorskiego końca trasy zbudowano Port Said. Do czasu ukończenia w 1863 kanału doprowadzającego wodę pitną drążono Kanał Sueski z północy na południe. Potem można było rozstawić oddzielne obozy wzdłuż przyszłej drogi wodnej. Ukończony kanał miał 161 km długości, 15 m głębokości i 137 m szerokości. Co 10 km zbudowano zatoki dla mijających się statków.
W 1865 nastąpił kolejny kryzys podczas budowy kanału (lecz już ostatni), spowodowany epidemią cholery i febry.
W sierpniu 1869 w Jeziorach Gorzkich doszło do połączenia wód Morza Śródziemnego z Morzem Czerwonym.
Uroczyste otwarcie kanału nastąpiło 17 listopada 1869, z udziałem wielu koronowanych głów i książąt, m.in. Franciszka Józefa i cesarzowej Eugenii. Głównym punktem programu było przedefilowanie międzynarodowej eskadry z Port Saidu do Suezu. Isma’il Pasza zamówił na tę okoliczność u Giuseppe Verdiego operę Aida, lecz nie doszło do jej wystawienia w tym terminie.
Po wykupieniu akcji przez ówczesnego premiera Anglii Benjamina Disraelego, kanał od 1882 znalazł się pod pełną kontrolą Wielkiej Brytanii, mając dla niej strategiczno-wojskowe znaczenie w skali światowej.

### Wiek XX
Na początku I wojny światowej, Imperium Osmańskie usiłowało zająć Egipt i przerwać komunikację na kanale. 3 lutego 1916 nastąpiło natarcie od wschodu tureckiej 4. Armii, w bezpośrednim pobliżu kanału, lecz Turcy zostali tego samego dnia odparci przy pomocy artylerii okrętów na kanale, tracąc 1300–2000 ludzi. Po uzyskaniu w 1922 niepodległości przez Egipt odzyskał on kontrolę nad kanałem. Jednak w wyniku egipsko-brytyjskiego traktatu z 1936 powróciły nad niego brytyjskie wojska. Podczas II wojny światowej bezpośrednio nad kanałem nie toczyły się walki – ofensywa państw osi została zatrzymana pod Al-Alamajn. W 1951 Egipt wypowiedział traktat i Brytyjczycy zostali zmuszeni do ewakuacji baz wojskowych ze strefy kanału (odbywało się to w latach 1954-1956), który w 1956 roku został znacjonalizowany przez Nasera. Nacjonalizacja kanału była przyczyną wojny sueskiej 1956 prowadzonej przez wojska izraelsko-francusko-brytyjskie przeciwko Egiptowi. W czasie wojny sześciodniowej w 1967 wschodni brzeg kanału został obsadzony przez wojska izraelskie, a żegluga na kanale – wstrzymana. Po wojnie Jom Kipur w 1973 i przywróceniu kontroli Egiptu nad obydwoma brzegami kanału, w lutym 1974 podjęto wstępne prace nad oczyszczeniem kanału oraz jego odbudową i modernizacją. 5 czerwca 1975 ponownie otwarto kanał. Od tego momentu do września 1980 roku przepłynęło Kanałem łącznie 100 tys. statków, jednak ich dopuszczalna nośność wynosiła 60 tys. ton. W tym czasie Egipt zakończył pierwszą fazę poszerzania i pogłębiania Kanału, którego tor wodny osiągnął głębokość 19,5 m oraz szerokość 160 m na głębokości 11 m, co umożliwiło przepływanie statków o nośności do 150 tys. ton z pełnym obciążeniem.
Z czasem kanał okazał się zbyt płytki dla największych zbiornikowców, które płynąc z ładunkiem ropy naftowej z Zatoki Arabskiej do Europy, muszą okrążać Afrykę i nadkładać 7,5 tys. km. Dlatego w 1976 r. oddano do użytku (z trzyletnim opóźnieniem spowodowanym wojną izraelsko-arabską) rurociąg długości 320 km, biegnący wzdłuż kanału z portu Ajn Suchna nad Zatoką Sueską do przystani Sidi Kerir (ok. 35 km na zachód od Aleksandrii) nad Morzem Śródziemnym. Rurociąg Sumed przesyła ok. 115 mln ton ropy rocznie, czyli 20% jej konsumpcji w Europie. Zbiornikowce wypompowują ropę w Zatoce Sueskiej, która jest ładowana do innych na wybrzeżu Morza Śródziemnego. Koszty budowy ropociągu i towarzyszącej mu infrastruktury (porty, zbiorniki i stacje pomp) pokrył Egipt przy dużej pomocy Arabii Saudyjskiej, Kuwejtu, Kataru i Abu Zabi.

### Nowy Kanał Sueski
W latach 2014–2015 na części długości kanału został zbudowany nowy tor wodny, równoległy do istniejącego, który pozwala na ruch statków w obu kierunkach jednocześnie, zwiększając przepustowość oraz skracając czas pokonania kanału z około 22 do 11 godzin i tym samym zwiększając dochody. Łączna długość inwestycji wynosi 72 km. Koszt rozbudowy był szacowany na 8 mld dolarów.

#### Blokada Kanału Sueskiego w 2021
23 marca 2021 r. o godzinie 07:40 czasu wschodnioeuropejskiego (UTC+2) obsługiwany przez przedsiębiorstwo Evergreen Marine kontenerowiec Ever Given osiadł na mieliźnie w Kanale Sueskim, powodując blokadę kanału w obie strony. 29 marca statek został ściągnięty z mielizny i przywrócony do stanu pływającego. Wkrótce żegluga została wznowiona.